# De brede en de smalle weg

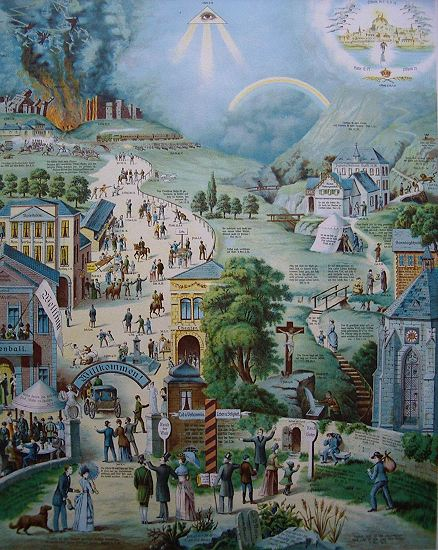
Bekende allegorische prent van de brede en de smalle weg

De bekende prent van de brede en de smalle weg is ontleend aan een lithografie van de Duitse diacones Charlotte Reihlen (1805-1868) uit Würtemberg. Ze ontwierp de plaat in 1867 naar aanleiding van een nederlaag van Würtemberg in de Oostenrijks-Pruisische Oorlog.
De metafoor van de brede en de smalle weg is onderdeel van de Bergrede, volgens de christelijke overlevering de rede die Jezus hield op een berg in Galilea.
Ga door de nauwe poort naar binnen. Want de brede weg, die velen volgen, en de ruime poort, waar velen door naar binnen gaan, leiden naar de ondergang.
Nauw is de poort naar het leven, en smal de weg ernaartoe, en slechts weinigen weten die te vinden.— Mat. 7: 13-14
De uitleg bij dit Bijbelgedeelte is vaak: aan de ene kant de brede weg, aantrekkelijk met zijn verlokkingen, zondig en zelfzuchtig gedrag, wereldse comfort en overdaad, aan de andere kant de nauwe weg, sober levend, de weg die de wereld niet kent, voor het niet gelovige oog ongemakkelijk, moeilijk begaanbaar. De brede weg is de weg die leidt naar het verderf, de smalle Weg is de weg die naar Redding leidt. Jezus Christus wordt in de bijbel De Weg, de Waarheid en het Leven genoemd. Iedereen die deze weg kiest zal het leven minder luxe en ontspannen ervaren dan op de brede weg, maar wel met de belofte van God eindigen op de plaats waar het geloof door Jezus naartoe leidt. Deze uitleg van het verhaal heeft vele kunstenaars geïnspireerd.
Wanneer deze tekst echter geplaatst wordt in het licht van het de Zaligsprekingen waarmee Jezus de Bergrede begint, lijkt het dat iets anders bedoeld wordt: de brede weg lijkt op het eerste gezicht niet slecht, maar leidt uiteindelijk niet tot God. Hiermee kan worden gedoeld op de wettische, niet christelijke levensstijl van de farizeeën. De smalle weg is het leven volgens de leer van Jezus.